# لونگوایش
لونگوایش (به آلمانی: Longuich) یک شهر در آلمان است که در تریر-زاربورگ واقع شده‌است. لونگوایش ۱٬۲۲۵ نفر جمعیت دارد.